# Frans van den Wijngaert
 (décembre 2015).
Si vous disposez d'ouvrages ou d'articles de référence ou si vous connaissez des sites web de qualité traitant du thème abordé ici, merci de compléter l'article en donnant les références utiles à sa vérifiabilité et en les liant à la section « Notes et références ».
Frans van den Wijngaert (né à Anvers, le 19 octobre 1950) est un arbitre belge de football des années 1990. Il fut élu en 1997, en 1998 et en 1999 meilleur arbitre belge de l'année.

## Carrière
Il a officié dans des compétitions majeures : 
- Coupe de Belgique de football 1990-1991 (finale)
- Coupe UEFA 1994-1995 (finale retour)